# 온정초등학교 금천분교
온정초등학교 금천분교는 경상북도 울진군 온정면 금천리 210에 있었던 초등학교 분교이다.

## 연혁
- 1947년 4월 1일 덕산공립국민학교 금천분교장 개교(설립인가 3월 23일)
- 1947년 9월 1일 금천국민학교로 승격
- 1996년 3월 1일 금천초등학교로 개칭
- 1997년 3월 1일 온정초등학교 금천분교장으로 격하
- 2000년 3월 1일 폐교